# زاغه اکبرآباد
زاغه اکبرآباد یک روستا در ایران است که در Malmir Rural District واقع شده‌است. زاغه اکبرآباد ۱۰۴ نفر جمعیت دارد.